# قصر بينا الوطني

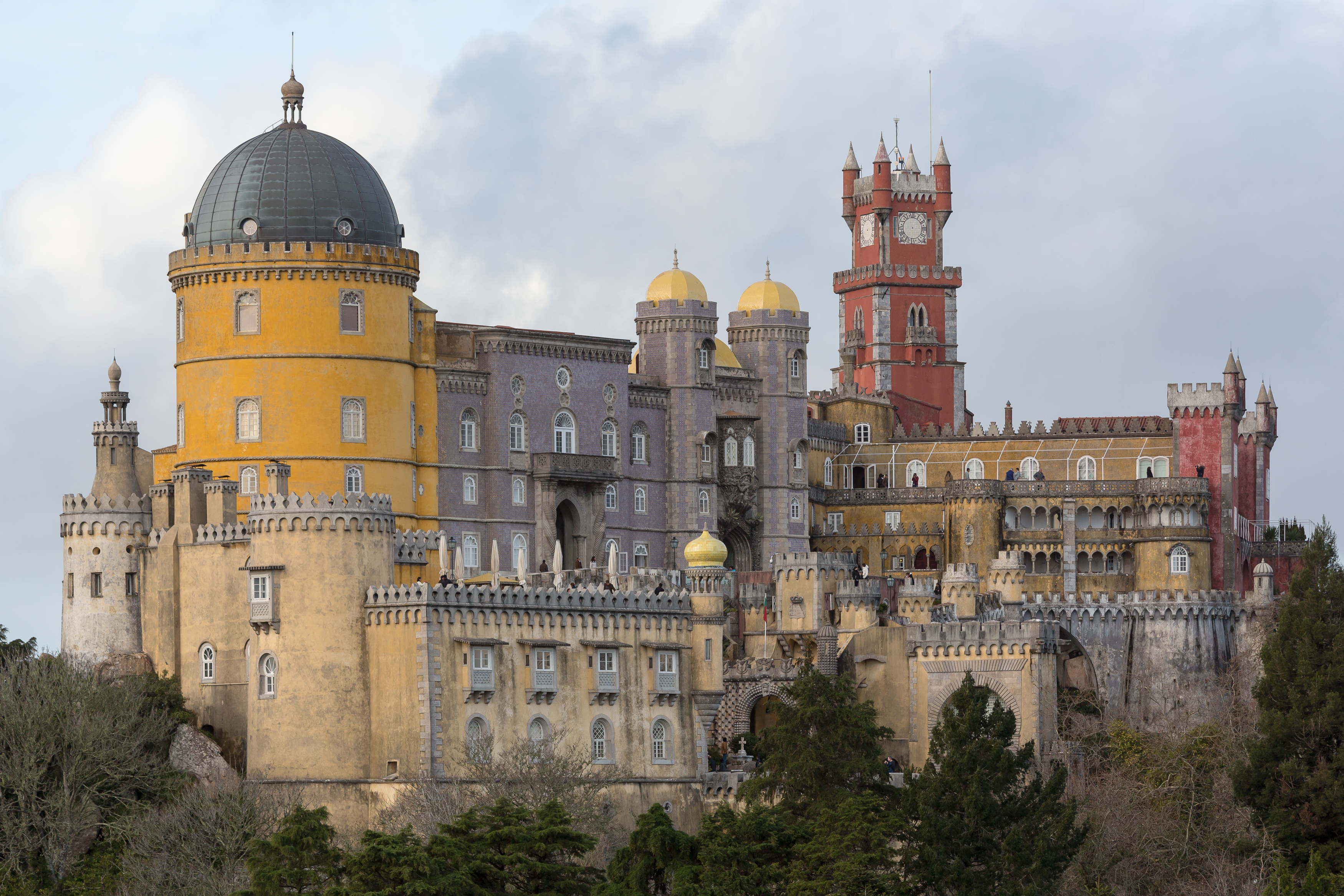
قصر بينا الوطني

قصر بينا الوطني (بالإنجليزية: Pena National Palace)‏ و (بالبرتغالية: Palácio Nacional da Pena‏) وهو قصر رومانسي يقع في منطقة ساو بيدرو دي بينافيريم في شنترة في البرتغال، بُني القصر فوق تلة في هذه المدينة ويمكن رؤية هذا القصر بسهولة عن بُعد من العاصمة لشبونة، بني فوق تلة أعتقد ظهور مريم العذراء فيه حيث أصبح فيما بعد موقع حج في في سنة 1493 في  زمن الملك جواو الثاني، دمر الموقع بعد ذلك بسبب زلزال لشبونة 1755 وبعد قرن من الزمان أمر الملك فرديناند الثاني ببناء قصره فيه وإكتمل بناءه في سنة 1854، وضع هذا القصر مع لائحة التراث العالمي التابعة لليونسكو وهو واحد من عجائب برتغال السبع، وأُستخدم هذا القصر من قبل بعض رؤساء جمهورية البرتغال كمقر للرئاسة في البرتغال.

## معرض صور

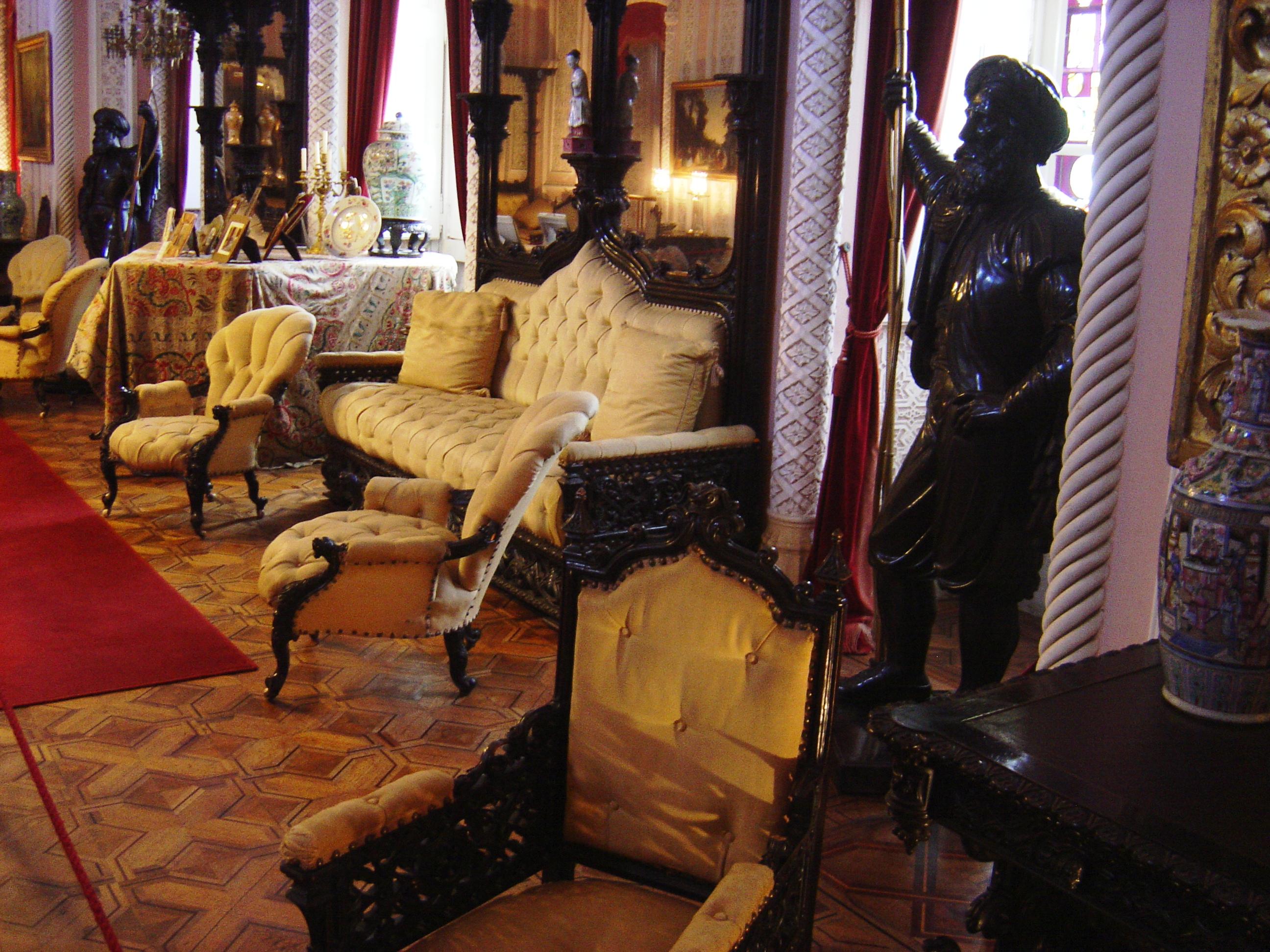
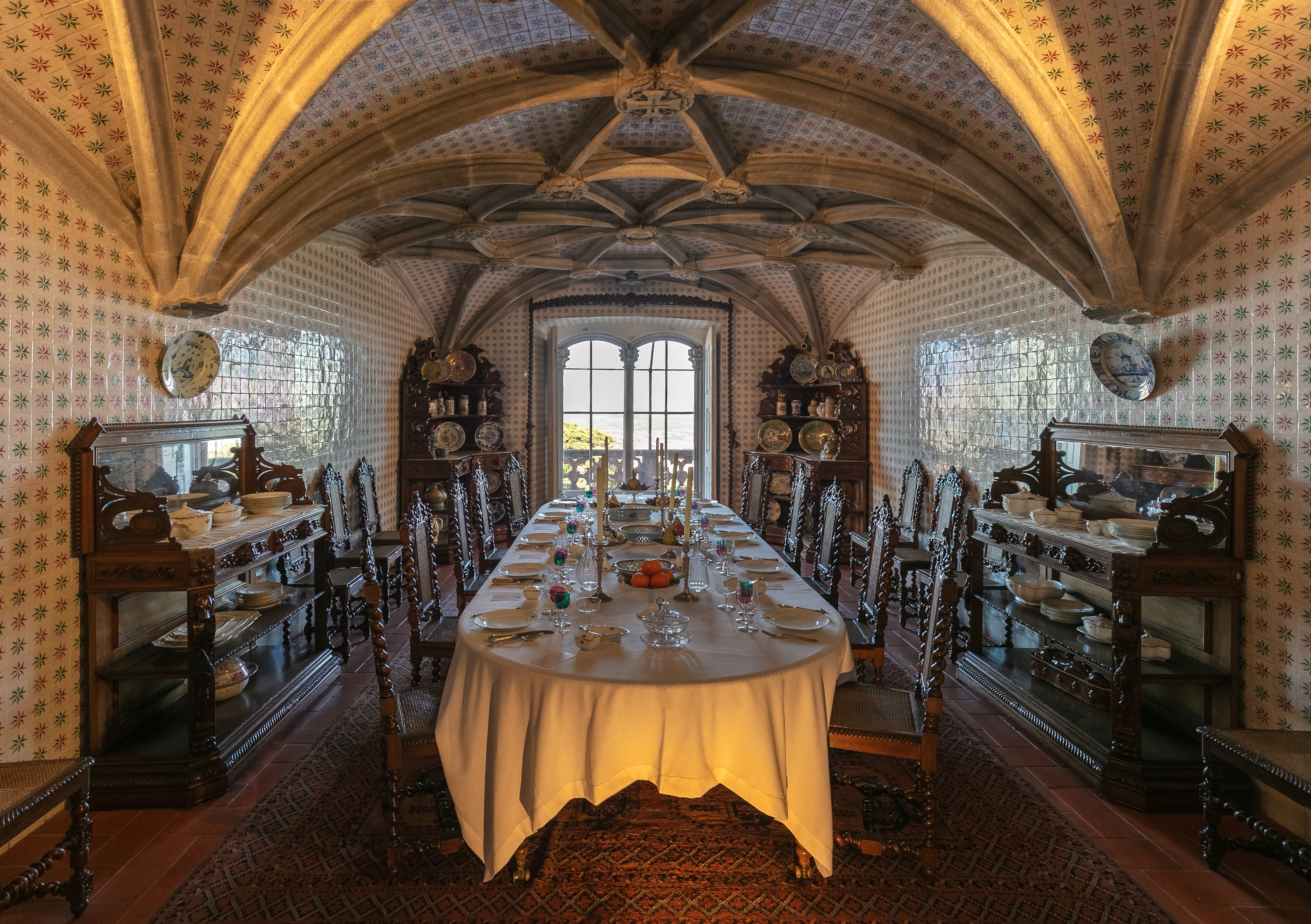
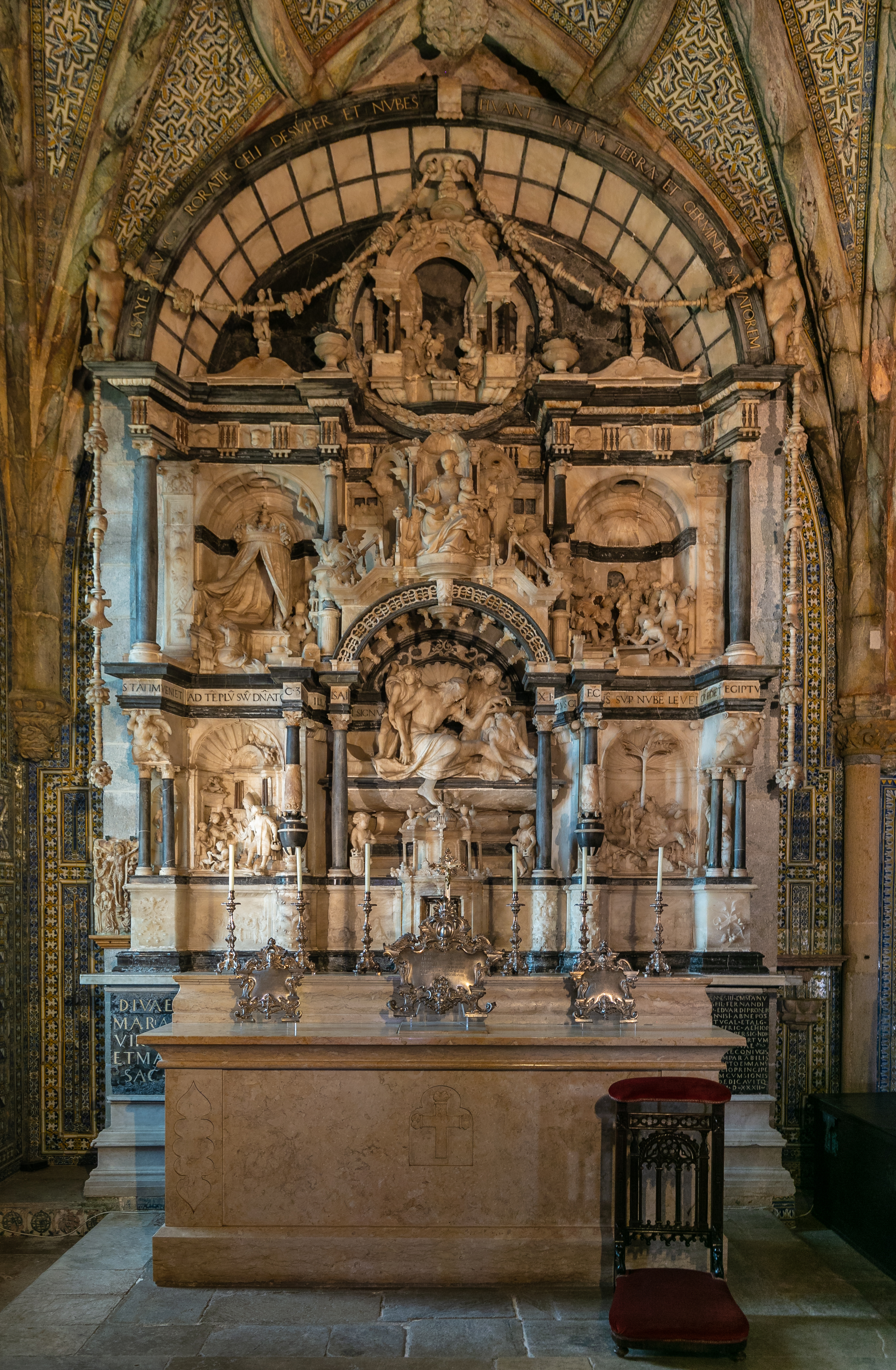
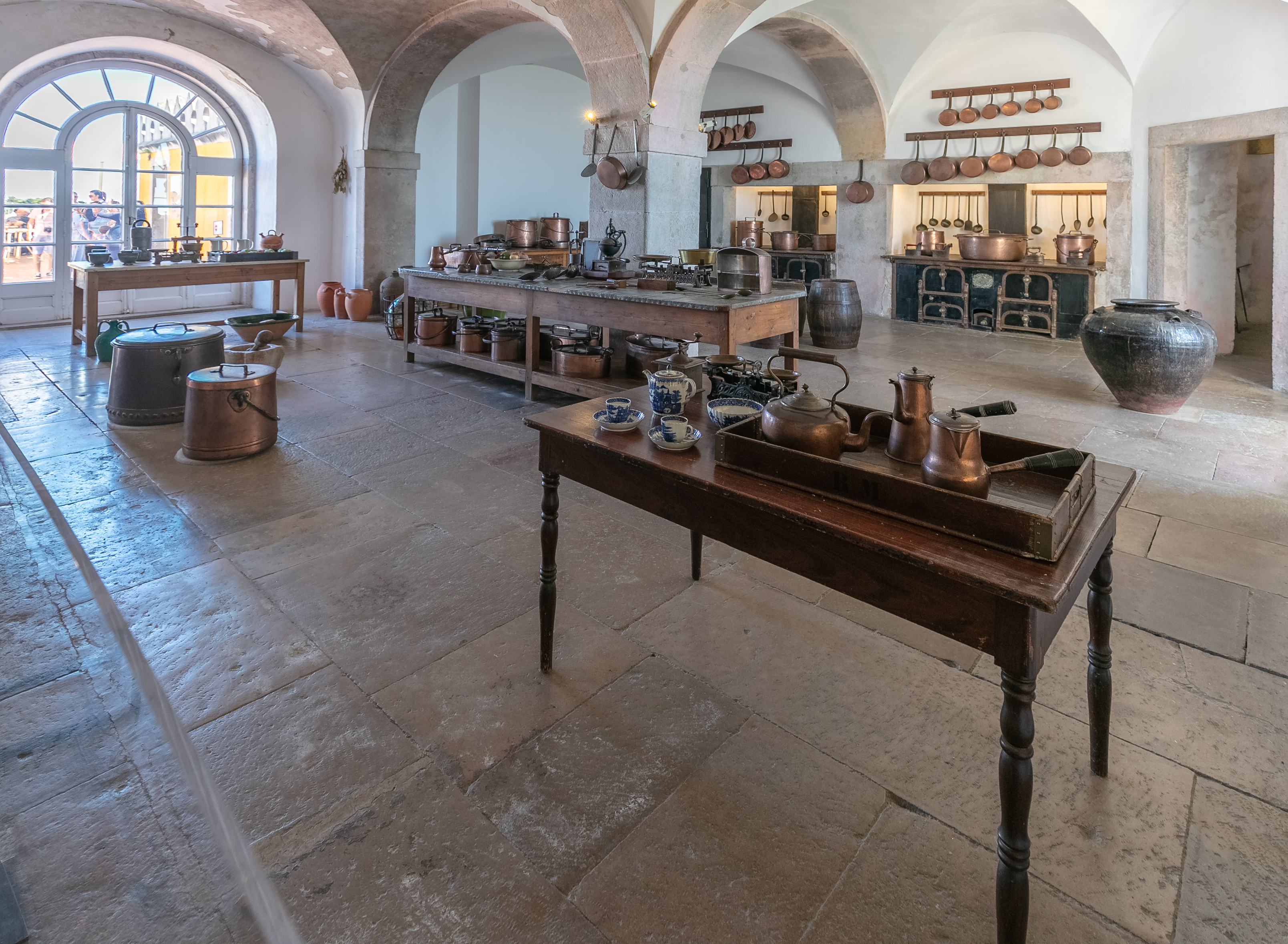